# Neukirchen/Erzgeb.

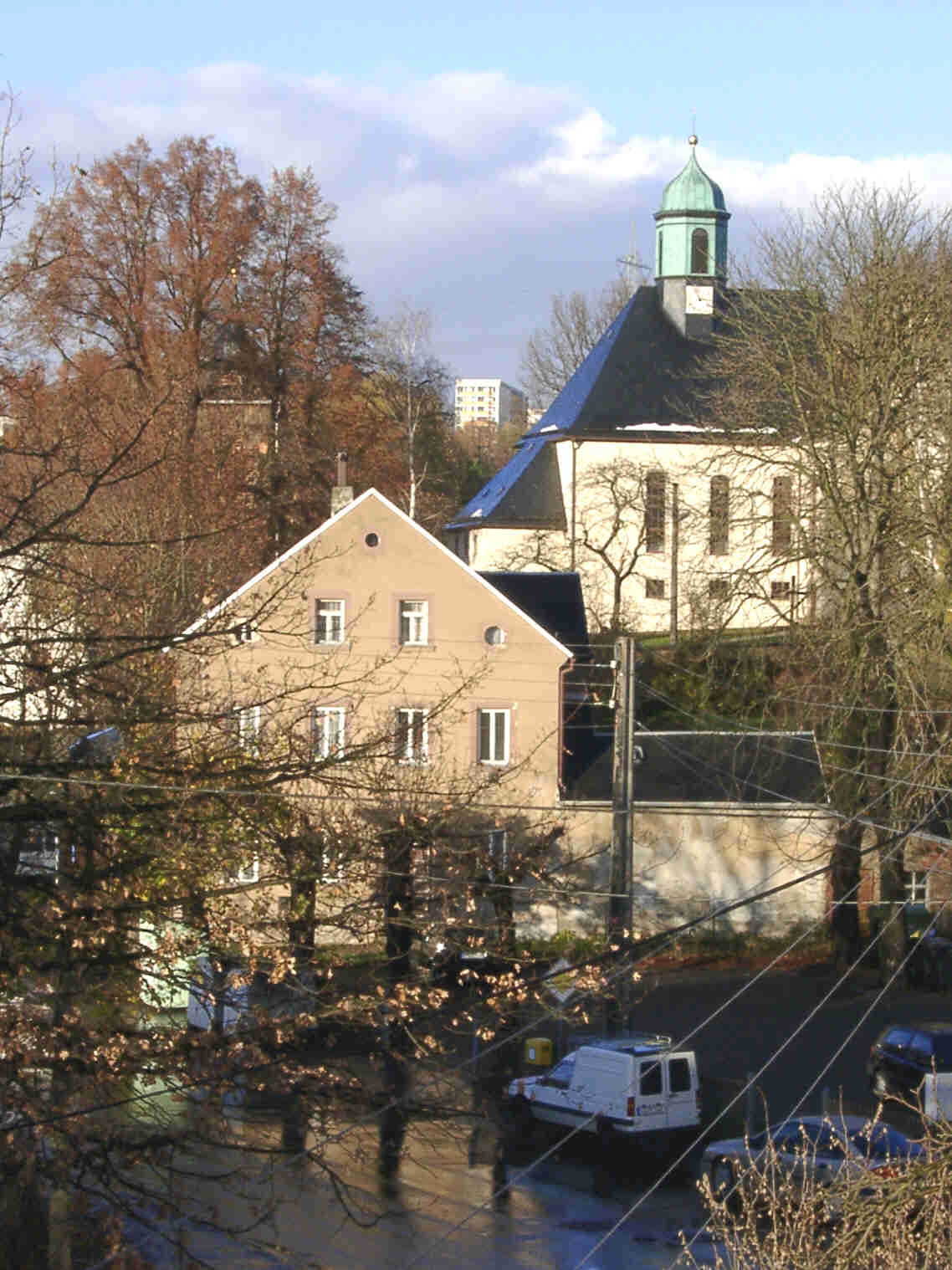
Kirche in Neukirchen (Erzgebirge)

Neukirchen/Erzgeb. (Neukirchen/Erzgebirge) ist eine Gemeinde im Norden des Erzgebirgskreises in Sachsen, südwestlich an Chemnitz angrenzend.

## Geographie
Die höchste Erhebung befindet sich im Ortsteil Adorf auf 511 m NHN am Ortsausgang nach Burkhardtsdorf. Der Bahnhof des Ortsteils Neukirchen befindet sich auf einer Höhe von 333 m NHN und ist somit die tiefste Ortslage. Beginnend im Süden des Ortsteils Adorf bis im Nordwesten des Ortsteils Neukirchen haben die beiden Hauptstraßen der Ortsteile mit dem nach der Autobahn 72 fortführenden Weg nach Mittelbach eine Länge von insgesamt rund 9,5 km bei einem Höhenunterschied von über 150 m. Die Bundesstraße 169 durchquert den Ortsteil Neukirchen auf einer Länge von rund 3 km.

## Ortsteile
- Neukirchen
- Adorf/Erzgeb. (Angliederung an Neukirchen am 1. Januar 1999[3])

## Geschichte

### Ortsteil Neukirchen

#### Mittelalter

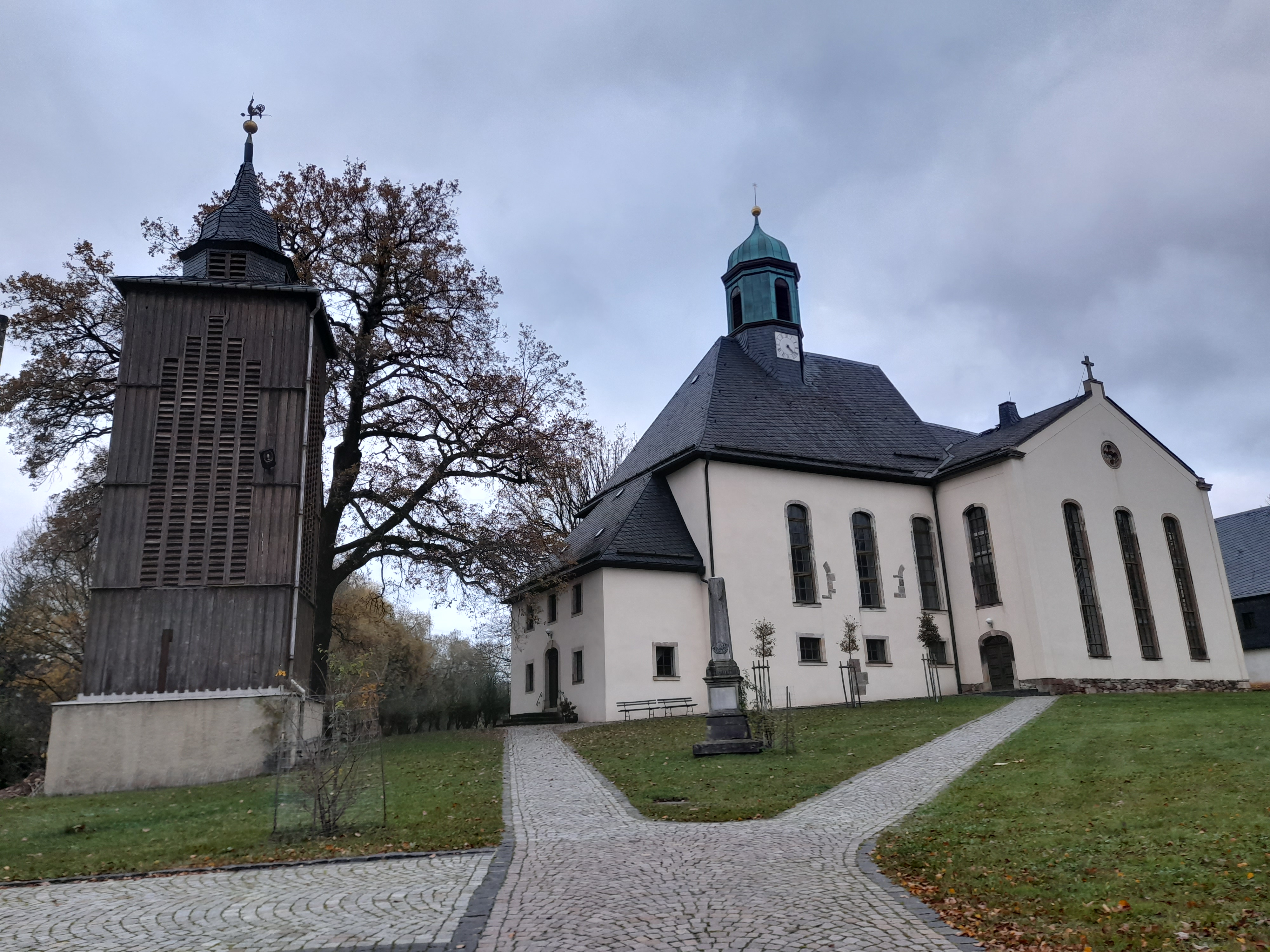
Ev.-Luth. Kirche Neukirchen/Erzgeb. mit Glockenturm

Für die Besiedlung des Ortes als ein Waldhufendorf wird nach neueren Forschungsergebnissen ein Zeitraum von der Mitte des 12. Jahrhunderts bis ins erste Viertel des 13. Jahrhunderts eingeschätzt. Zur Besiedlung des Ortes wurden bisher mehrere Ansichten publiziert. Letzter Stand der Heimatforschung ist die Veranlassung der Besiedlung von vorher an das Chemnitzer Benediktinerkloster verschenktes Reichsland durch einen deutschen Kaiser/König über einen Beauftragten. Ein neuer Ort auf diesem Reichsland war u. a. Neukirchen. Dieser neue Ort musste dem Kloster als Grundherren Zinsen und Dienste leisten. Eine Veranlassung der Besiedlung durch das Chemnitzer Kloster, wie bislang meist publiziert, wird mittlerweile ausgeschlossen. Der Heimat- und Geschichtsverein Neukirchen/Erzgeb. vermutet, dass Neukirchen zusammen mit den anderen Orten des Würschnitztales vor Chemnitz durch einen Siedlerzug besiedelt wurde.
Neukirchen wurde erstmals Mitte des 13. Jahrhunderts als nova ecclesia (= Neue Kirche) im Zinsregister des Chemnitzer Klosters mit Zinsaußenständen erwähnt. Der Ausbau der Siedlung begann sehr wahrscheinlich vom sogenannten Fürstenweg ausgehend im heutigen Oberdorf beidseitig des Dorfbachs entlang der heutigen Wege Nordstr. (Sommerseite) und Weststr, Heiterer Blick/Leukersdorfer Str. (Winterseite). Kirche (Kapelle) und Mühle werden vermutlich schon im 13. Jahrhundert bestanden haben. Gesicherte Erwähnungen gab es aber erst 1541 (Mühle im Neukirchener Gerichtsbuch) und für Ende des 16. Jahrhunderts (Kirche mit umgebenden Gottesacker auf dem Stallungsplan des Georg Öder d. J. und in den Kirchenbüchern). Die erste Schankstätte wurde 1331 im Ratsbuch der Stadt Chemnitz beurkundet. Den späteren Ortsname Neukirchen hat man bisher nur von nova ecclesia, also einer neuen Kirche, hergeleitet.
Neukirchen war bis zur Reformation ein dem Chemnitzer Kloster tributpflichtiges Klosterdorf.

#### Neuzeit

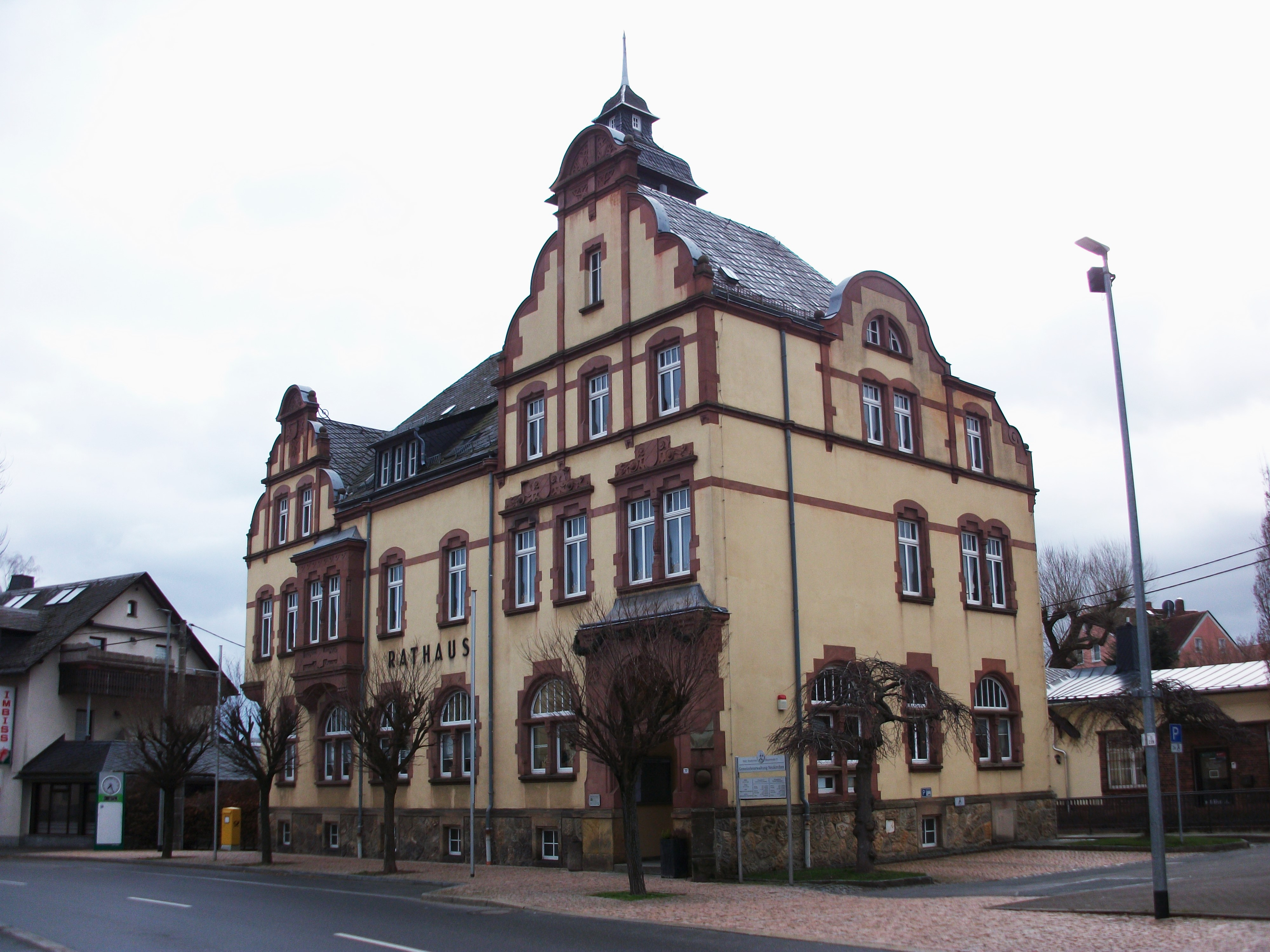
Rathaus Neukirchen (Erzgeb.)

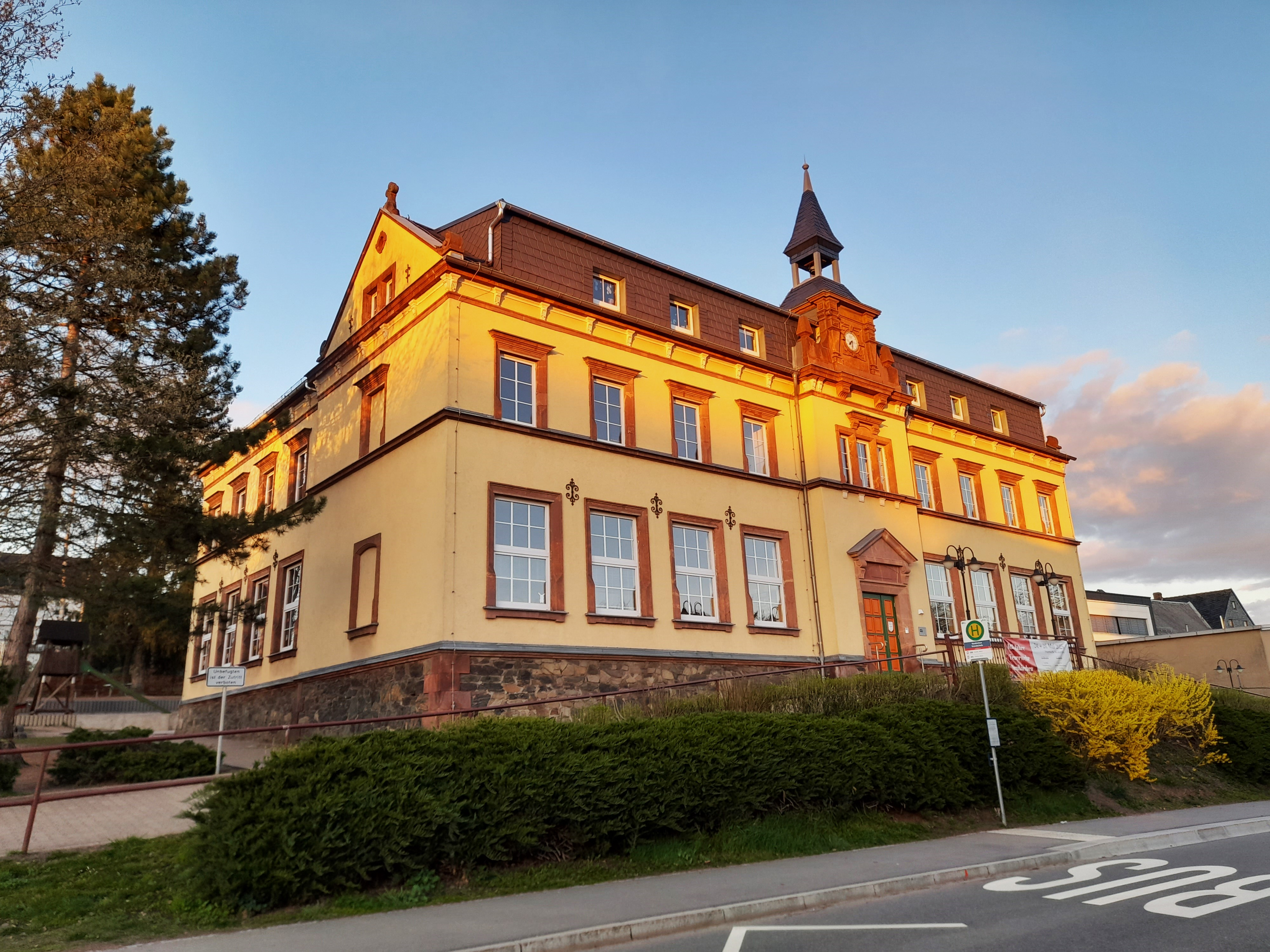
Grundschule Neukirchen

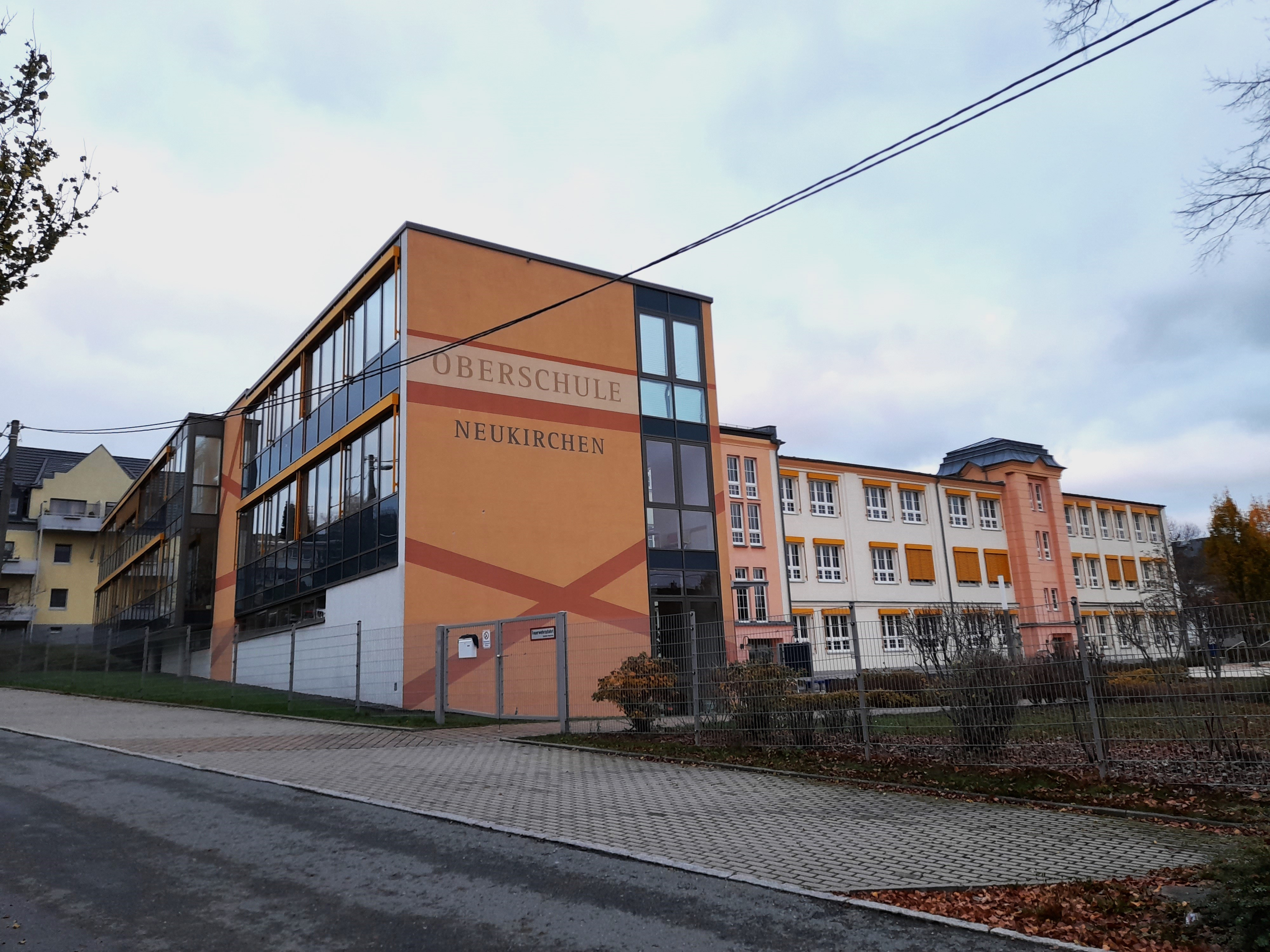
Oberschule Neukirchen

Die drei Klosterdörfer Burkhardtsdorf, Klaffenbach und Neukirchen hat 1543 nach der Säkularisation der Annaberger Bürger Wolf Hünerkopf erworben. Hünerkopf ließ von 1553 bis 1557 einen Gutshof (Rittergut) mit einem Herrenhaus, heute Torhaus genannt, errichten. 1570 kaufte der sächsische Kurfürst August die Herrschaft Neukirchen mit dem Rittergut von Hünerkopfs Erben und überließ es dem Jägermeister Paul Gröbel und seinen Erben bis 1615 zur Nutzung oder verkaufte es an ihn. Das Rittergut und Schloss gelangte nach mehreren Besitzerwechseln 1615 in den Besitz des aus dem Baltikum stammenden Dietrich von Taube. Das im Brandversicherungskataster von 1785 ausgewiesene zweite Herrenhaus, mit Sicherheit das heutige Wasserschloss, hat Dietrich von Taube bauen lassen.
Die Familie von Taube bleibt über 200 Jahre Herrschaft auf Rittergut und Schloss Neukirchen. Dietrich von Taubes Neffen Reinhard Dietrich von Taube gelang es im Jahr 1674, die Übertragung der seit mindestens 1568 bestehenden Marktgerechtigkeit für Leinenprodukte von Burkhardtsdorf mit zusätzlichen Erzeugnissen nach Neukirchen beim Kurfürsten Johann Georg II. zu erreichen. Das immer wieder behauptete Stadtrecht für Neukirchen wurde aber nach den eingesehenen Schriftstücken nie gewährt.
Die Hussiteneinfälle Anfang des 15. Jahrhunderts und den Bauernkrieg Anfang des 16. Jahrhunderts hatte Neukirchen unbeschadet überstanden. Das Dorf war aber von den Auswirkungen des Dreißigjährigen Krieges in der Zeit von 1631 bis 1641 betroffen und wurde zwischen 1626 und 1641 mehrfach von der Pest heimgesucht.
1785, mit Nachträgen bis 1839, wurde ein Brandversicherungskataster von 219 Grundstücken bei geschätzt vielleicht 1000 Einwohnern erstellt. Am Ende des 18./Anfang des 19. Jahrhunderts entstand abseits von der besiedelten Ortslage Neukirchen in der Nähe zur Würschnitz mit zuerst neun Gehöften die Neukirchener Sorge an der Grenze zur Nachbargemeinde Jahnsdorf.
19. und 20. Jahrhundert
Der Schneeberger Kaufmann Carl Heinrich Hänel erwarb 1819 Schloss und Gutsherrschaft Neukirchen. Der Besitz ging danach an seinen ebenfalls bürgerlichen Schwiegersohn, Rittergutsbesitzer Christian Gotthold Clauss aus Seußlitz und Radwitz, über.
Nach dem Erlass der Sächsischen Landgemeindeordnung am 11. November 1838 wurde am 8. April 1839 im Schloss Neukirchen die erste Gemeindevertreterversammlung und der Halbhüfner Friedrich August Hähle zum ersten Gemeindevorsteher gewählt. Neukirchen hatte in diesem Jahr rund 2700 Einwohner.
Das Rittergut Neukirchen mit dem Schloss blieb bis 1921 eine selbstständige politische Einheit. Rittergut, Schloss und land- und forstwirtschaftliche Flächen von letztlich um 84 ha wurden 1926 von Neukirchen nach Klaffenbach eingemeindet. Der Name Wasserschloss Klaffenbach ist ein unhistorischer Titel der Zeit nach 1990.
1839 lag ein neues Brandversicherungskataster vor. Die hier für die Gehöfte vergebenen Brandkatasternummern entsprechen im Regelfall den bis in die Mitte des 20. Jahrhunderts gültigen Ortslistennummern. Es wurden 220, mit späteren Nachträgen 265 Gehöfte, erfasst.
1841 Fertigstellung eines Flurbuches und nach Vermessungen angefertigten Flurkarten (Kroki und Menselblätter) von Neukirchen. Alle Flächen von Gehöften, Feldern, Wiesen, Wäldern, Straßen und Gewässern wurden als Parzellen aufgemessen und nummeriert. Man hat 1085 Parzellen (später Flurstücke) von Gehöften, Acker-, Wiesen-, Weide- und Waldflächen sowie Wege bei einer Neukirchener Gesamtfläche von rund 14 km² aufgemessen. 1883 erfolgte eine Neuvermessung des Ortes. Die Flurstücke wurden dabei neu nummeriert.
Straßennamen mit Hausnummern sind in Neukirchen erst seit 1935 verbindlich gültig. Vorher erfolgte die Unterscheidung der Gehöfte nur durch die Ortslistennummer.
Bis in die erste Hälfte des 19. Jahrhunderts hinein war Neukirchen ein reines Bauerndorf mit einer leistungsfähigen Handwerkerschaft. Ackerbau, Viehzucht, Forstwirtschaft und im sehr geringen Maße auch Flussfischerei prägten den Ort. Auch das Handelsnetz war im Ort gut ausgeprägt. In der DDR-Zeit wurden Ackerbau und Viehzucht weitgehend genossenschaftlich organisiert und in die Planwirtschaft einbezogen. Die vor allem durch die Strumpfwirkerei eingeleitete Industrialisierung des 19. Jahrhunderts veränderte auch das von Landwirtschaftsbetrieben, Handwerkern und vier Mühlen geprägte Neukirchen. Diese Ära endete nach der in der DDR-Zeit vollzogenen Enteignung der Unternehmenseigentümer mit dem Untergang der DDR.
Parallel zur Industrialisierung wurde die technische Infrastruktur errichtet. Eine zentrale Wasserversorgungsanlage konnte 1914 fertiggestellt und in Betrieb genommen werden.
Ab 1900 gab es Elektroenergie, ab 1901 schon eine elektrische Straßenbeleuchtung auf allerdings noch recht unzureichend befestigten Straßen. Ab 1925 begann schließlich die Ära der Gasversorgung in Neukirchen. Nur die zentrale Abwasserentsorgung wurde in Neukirchen bis zum 21. Jahrhundert nicht angegangen.
Eine Poststation gab es im Ort schon Mitte des 19. Jahrhunderts, bis 1905 ein repräsentatives Postgebäude in Betrieb genommen wurde.
1895 erhielt Neukirchen einen, allerdings ungünstig platzierten gemeinsamen Bahnanschluss mit Klaffenbach an die in Betrieb gegangene Bahnlinie Chemnitz – Stollberg.
Seit 1910 war eine Omnibuslinie nach Chemnitz eingerichtet.
Der örtliche Brandschutz wurde seit 1800 durch eine Pflichtfeuerwehr bedient, 1860 eine Freiwillige Feuerwehr gegründet.
Im Ort gab es nacheinander bis heute mit wechselhafter Nutzung wahrscheinlich schon seit dem 16. Jahrhundert fünf Schulhäuser. Mitte des 18. Jahrhunderts, wahrscheinlich aber schon deutlich früher, erwarben in Neukirchen die Kinder aus Neukirchen, Adorf, Klaffenbach, Stelzendorf und Markersdorf in einer Schule der Kirche ihre erste Schulbildung. Im 19. Jahrhundert lernten nur noch die Neukirchener Kinder in zwei Schulbezirken im Ort. 1929 nahm eine Berufsschule für Textilberufe und solche der Landwirtschaft in Neukirchen ihren Lehrbetrieb auf. Sie wurde ab 1955 zu einer bis 2007 betriebenen Medizinischen Fachschule weiterentwickelt.
Eine ärztliche Versorgung ist in Neukirchen seit dem zweiten Jahrzehnt des 19. Jahrhunderts nachgewiesen, ein Zahnarzt seit dem ersten Viertel des 20. Jahrhunderts, eine tierärztliche Versorgung seit 1850 und eine Apotheke im Ort öffnete 1866.
Ein vielseitiges Vereinsleben entwickelte sich besonders ab Mitte des 19. Jahrhunderts bis ins 20. Jahrhundert hinein. In der Summe, sicher nicht immer nebeneinander bestehend, gab es 80 Vereine, für deren Aktivitäten u. a. 25 Gaststätten verfügbar waren.
Seit 1908 bis weit in die 30er Jahre errichtete die Gartenstadt-Genossenschaft Häuser in der auch noch heute so bezeichneten Gartenstadtsiedlung. Von 1925 bis nach 1936 entstanden die Heimstätten-Siedlung entlang der heutigen Max-Weigelt-Str. sowie mehrere Siedlungen auf der Fläche des sogenannten Hofefeldes des ehemaligen Rittergutes Neukirchen.
Das zweite Neukirchener Rathaus wurde im Dezember 1904 eingeweiht und ist noch heute Sitz der Gemeindeverwaltung.
Für den Bau eines Chemnitzer Neubaugebietes verlor Neukirchen 1975 um 100 ha Gemeindefläche.
Im Ortsteil Neukirchen sind 27 Denkmalschutzobjekte und drei Archäologische Denkmäler registriert.

### Geschichte des Ortsteils Adorf
Die Anfänge der Orte dieser Gegend weisen viele Gemeinsamkeiten auf. In der zweiten Hälfte des 12. Jahrhunderts sprechen deutsche Historiker vom „Großen spätmittelalterlichen Landausbau“. Siedler, vielleicht aus Franken stammend, kamen hierher. Für die Besiedlung Adorfs wird, wie u. a. für Neukirchen ein Zeitraum von Mitte des 12. bis erstes Viertel des 13. Jahrhunderts eingeschätzt. 1240 bis 1250 werden im Zinsregister des Chemnitzer Bergklosters u. a. Adorf, Klaffenbach, Neukirchen und Stelzendorf mit Zinsaußenständen genannt. 1331 bestätigte Abt Ulrich der Stadt Chemnitz die „Aufrechterhaltung der städtischen Bannmeile“. Damit ergaben sich für die umliegenden Dörfer Beschränkungen bezüglich der in den Orten erlaubten Gewerbe.
In der Folge der Reformation wurde 1539 das Chemnitzer Kloster säkularisiert. 1548 gelangte Adorf zusammen mit weiteren ehemaligen Klosterdörfern an das kurfürstliche Amt Chemnitz. Damit war der Landesherr gleichzeitig Grundherr und es erwuchsen daraus Zins- und Fronverpflichtungen. Ein Amtmann (Amtsschösser) trat an die Stelle des Klostervogtes. Im Dorf übernahm der Lehnrichter die landesherrschaftlichen Verpflichtungen und ab 1555 wurde die Zahl der im Ort geduldeten Handwerker reduziert.. Während des Dreißigjährigen Krieges hatte der Ort die üblichen Plünderungen, Requirierungen von Zug- und Nutztieren und Einquartierungen zu ertragen. 1633 wurde der Ort von der Pest heimgesucht und ein Pestfriedhof angelegt.
1780 erhielt Adorf seine erste Schule. 1817 zählte Adorf 411 Einwohner. 1834 begann für die Adorfer Bauern das „Gesetz über die Ablösung“ vom 17. März 1832 zu wirken, d. h., die Bauern konnten sich schrittweise von den Frondiensten befreien. Die Ablösezahlungen zogen sich bis zum Jahr 1900 hin. 1838 erließ der Sächsische König die Landgemeindeordnung. Damit wurden den Gemeinden einige bisher vom Grundherren ausgeübte Verwaltungsbefugnisse übertragen. 1855 wurde das zweite Adorfer Schulhaus gebaut.
1895 wurde die Bahnlinie Chemnitz – Stollberg eröffnet, am 1. Mai 1909 erhielt die Linie einen Haltepunkt in Adorf. 1909 wurde die neu gebaute Adorfer Kirche eingeweiht. Von 1909 bis 1925 war die Gemeinde Filiale von Neukirchen, seitdem ist sie selbstständige evangelisch-lutherische Pfarrgemeinde.
Der Erste Weltkrieg forderte in Adorf 46 Kriegstote und 9 Vermisste. Ein Gedenkstein auf dem Friedhof trägt alle Namen. 1938/1939 wurde die Regulierung der Würschnitz durch den Reichsarbeitsdienst durchgeführt. 1941 legte die Gemeindeverwaltung erstmals Straßennamen fest und ersetzte damit die bisherige Durchnummerierung der Häuser. Vom 15. bis 17. März 1945 hielt ein Häftlingszug im Ort. Neun unbekannte Tote und weitere zwei tote Ostarbeiter wurden in einem Massengrab am Rande des Friedhofes verscharrt.
1946 betrug die Einwohnerzahl 2424 Personen. Von 1957 bis 1977 wurde die Landwirtschaft in mehreren Stufen kollektiviert. Nach der politischen Wende wurden ab 1992 die LPG(P) und die LPG(T) aufgelöst und die „Technofarm u. Service GmbH Adorf“ und private Betriebe gegründet. 1994 entstanden an der Klaffenbacher Straße und am Gärtnerweg neue Wohngebiete. 2002 wurde im Ort eine Haltepunkt eingerichtet. 1999 verlor Adorf seine Selbständigkeit und wurde nach Neukirchen eingemeindet. Adorf wird ab diesem Zeitpunkt durch den Ortschaftsrat gegenüber der Gemeindeverwaltung Neukirchen vertreten. 2018 wurde das Baugebiet „Am ehemaligen Turnplatz“ erschlossen und nach und nach bebaut.

## Politik

### Gemeinderat
Seit der Gemeinderatswahl am 9. Juni 2024 verteilen sich die 18 Sitze des Gemeinderates folgendermaßen auf die einzelnen Gruppierungen:
- Wir für Neukirchen-Adorf: 7 Sitze
- AfD: 5 Sitze
- CDU: 4 Sitze
- SPD: 1 Sitz
- Linke: 1 Sitz

| Gemeinderat ab 2024Insgesamt 18 Sitze - Linke: 1 - SPD: 1 - WfN/A: 7 - CDU: 4 - AfD: 5 | Liste                                          | 2024   | 2024   | 2019   | 2019   | 2014   | 2014   |
| Gemeinderat ab 2024Insgesamt 18 Sitze - Linke: 1 - SPD: 1 - WfN/A: 7 - CDU: 4 - AfD: 5 | Liste                                          | Sitze  | in %   | Sitze  | in %   | Sitze  | in %   |
| Gemeinderat ab 2024Insgesamt 18 Sitze - Linke: 1 - SPD: 1 - WfN/A: 7 - CDU: 4 - AfD: 5 | Wir für Neukirchen/Adorf                       | 7      | 39,8   | 8      | 43,4   | 4      | 19,1   |
| Gemeinderat ab 2024Insgesamt 18 Sitze - Linke: 1 - SPD: 1 - WfN/A: 7 - CDU: 4 - AfD: 5 | AfD                                            | 5      | 28,6   | 3      | 18,9   | 1      | 9,4    |
| Gemeinderat ab 2024Insgesamt 18 Sitze - Linke: 1 - SPD: 1 - WfN/A: 7 - CDU: 4 - AfD: 5 | CDU                                            | 4      | 20,4   | 4      | 21,9   | 9      | 44,2   |
| Gemeinderat ab 2024Insgesamt 18 Sitze - Linke: 1 - SPD: 1 - WfN/A: 7 - CDU: 4 - AfD: 5 | SPD                                            | 1      | 4,5    | 1      | 5,9    | 2      | 11,5   |
| Gemeinderat ab 2024Insgesamt 18 Sitze - Linke: 1 - SPD: 1 - WfN/A: 7 - CDU: 4 - AfD: 5 | Linke                                          | 1      | 4,1    |        | 9,8    | 2      | 12,3   |
| Gemeinderat ab 2024Insgesamt 18 Sitze - Linke: 1 - SPD: 1 - WfN/A: 7 - CDU: 4 - AfD: 5 | Unabhängige Wählervereinigung Neukirchen/Adorf | –      | 2,5    | –      | –      | –      | –      |
| Gemeinderat ab 2024Insgesamt 18 Sitze - Linke: 1 - SPD: 1 - WfN/A: 7 - CDU: 4 - AfD: 5 | Grüne                                          | –      | –      | –      | –      | –      | 3,5    |
| Gemeinderat ab 2024Insgesamt 18 Sitze - Linke: 1 - SPD: 1 - WfN/A: 7 - CDU: 4 - AfD: 5 | Wahlbeteiligung                                | 73,5 % | 73,5 % | 67,7 % | 67,7 % | 53,5 % | 53,5 % |

### Bürgermeister
Nach dem Zweiten Weltkrieg war von 1945 bis 1961 Alfred Schreiber (1894–1988) Bürgermeister in Neukirchen. Im Mai 1990 wurde Stefan Lori zum ersten Mal (damals noch vom Gemeinderat) zum Bürgermeister gewählt. Sascha Thamm wurde im Juni 2015 im zweiten Wahlgang zu seinem Nachfolger gewählt. Stefan Lori verstarb 2017.
| Wahl | Bürgermeister | Vorschlag | Wahlergebnis (in %) |
| ---- | ------------- | --------- | ------------------- |
| 2022 | Sascha Thamm  | FWNA      | 96,7                |
| 2015 | Sascha Thamm  | FWNA      | 55,7                |
| 2008 | Stefan Lori   | CDU       | 95,7                |
| 2001 | Stefan Lori   | CDU       | 63,7                |
| 1994 | Stefan Lori   | CDU       | 84,0                |

## Kultur und Sehenswürdigkeiten
- siehe auch: Liste der Kulturdenkmale in Neukirchen/Erzgeb.

### Naturschutz
- Siehe auch: Liste der Naturdenkmale in Neukirchen/Erzgeb.

### Gedenkstätten
Im Ortsteil Neukirchen befinden sich die folgenden Gedenkstätten:
- Kriegerdenkmal für die Gefallenen des Ersten Weltkrieges am Friedhof Markersdorfer Straße
- Kirche mit Obelisk zum Gedenken an den Deutsch-Französischen Krieg 1870/71
- Gedenkstein für 12 unbekannte Opfer des Nationalsozialismus auf dem Friedhof
- Gedenkstein für sieben von den Nationalsozialisten ermordete Widerstandskämpfer an der Markersdorfer Straße
- Gedenkstein für die ermordete Familie Weigel
- Gedenkstein für alle Opfer von Krieg und Gewaltherrschaft am Friedhof

Auf dem Friedhof des Ortsteiles Adorf befinden sich die Grabstätten von acht KZ-Häftlingen, die im April 1945 Opfer eines Todesmarsches wurden, sowie von zwei sowjetischen Kriegsgefangenen.
Weiterhin steht auf dem Adorfer Friedhof eine Gedenksäule (Granit) für die gefallenen oder vermissten Adorfer des Ersten Weltkrieges.
Im Ortsteil Adorf erinnert ein Sühnekreuz an eine blutige Tat. Hier soll ein Müller von mehreren Bauern im 15. Jahrhundert erschlagen worden sein. Der Müller wollte eine sogenannte Zwangsmühle errichten. Alle Bauern des Ortes und der Umgebung sollten ihr Getreide nur noch dort mahlen können. Daraufhin entlud sich deren Zorn. Der Müller und seine Familie wurden nahe einer Dorfaue erschlagen. Damit niemand der Tat bezichtigt werden konnte, führte jeder Anwesende einen Hieb aus. Als Sühne wurden die Bauern dazu verpflichtet, ein steinernes Kreuz am Tatort zu errichten. Dieses Kreuz gab der Aue ihren Namen – Kreuzwiese. Auf der Kreuzwiese steht heute ein kleines Einkaufszentrum. Das Kreuz befindet sich oberhalb, unweit der Hauptstraße. Es wurde im Zusammenhang mit der 850-Jahr-Feier des Ortes im Jahr 2005 anhand von alten Zeichnungen neu errichtet. Das „echte“ Kreuz verschwand in den 1930er Jahren.

### Freizeiteinrichtungen
- Sommerbad

### Bedeutende Vereine

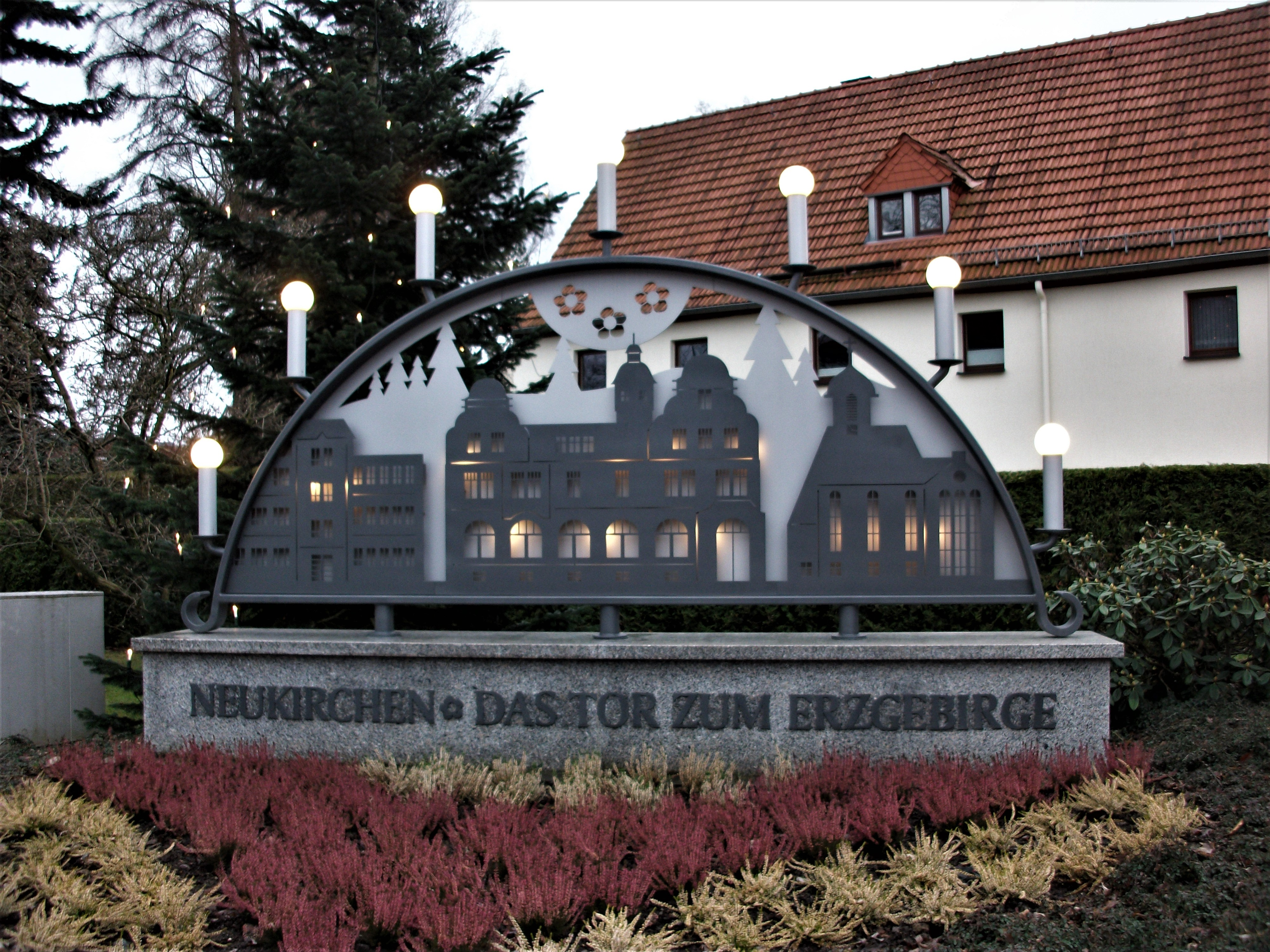
Außenschwibbogen Neukirchen/Erzgeb.

- Feuerwehrmusikzug Neukirchen-Adorf
- Budo-Verein Neukirchen e. V. Bujinkan Dojo
- 1. Murmelclub Erzgebirge Neukirchen e. V.
- Fanfarenzug Neukirchen e. V.
- SG Neukirchen/Erz. e. V.
- Kultur & Heimatverein Adorf (Erzgebirge) e. V.
- Förderverein „Freiwillige Feuerwehr Adorf/E. gegr. 1876“ e. V.
- SV Adorf/Erzgebirge
- Heimat- und Geschichtsverein Neukirchen/Erzgeb. e. V.
- Schützengesellschaft Neukirchen 1864

## Verkehr

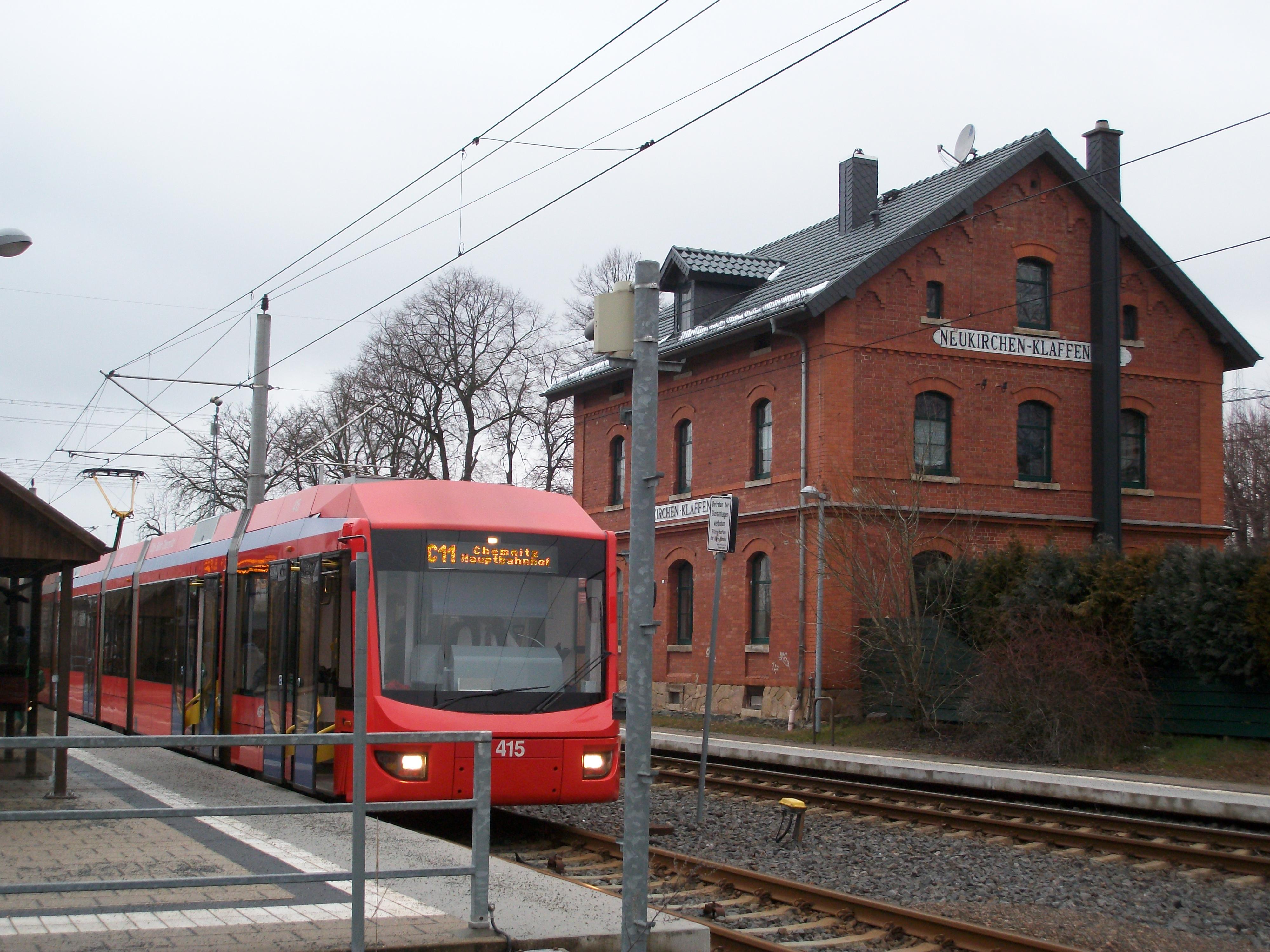
Empfangsgebäude des Bahnhofs Neukirchen-Klaffenbach mit City-Bahn (2016)

Die nächstgelegenen Anschlussstellen der A 72 sind Stollberg-Nord und Chemnitz-Süd. Direkt durch den Ort verläuft die Bundesstraße 169. An die City-Bahn Chemnitz–Stollberg ist Neukirchen durch die Haltepunkte Neukirchen-Klaffenbach und Adorf/Erzgebirge angeschlossen.

## Persönlichkeiten
- Georg Friedrich Ayrer (1744–1804), Silhouetteur, Sammler von Autographen und Jurist
- Theodor Kirchner (1823–1903), Komponist, Dirigent, Organist und Pianist
- Oskar Aurich (1877–1968), Bildhauer
- Hans-Heinrich Stölzel (1920–1981), Drogist, Philatelist und Heimatforscher
- Kurt Weißenfels (1920–1998), Fußballspieler
- Eberhard Baumann (1930–2013), Maler und Grafiker
- Reiner Tetzner (* 1936), Autor und Sachbuchautor
- Marie-Luise Apostel (* 1945), Politikerin (SPD)